# Trafalgar Studios

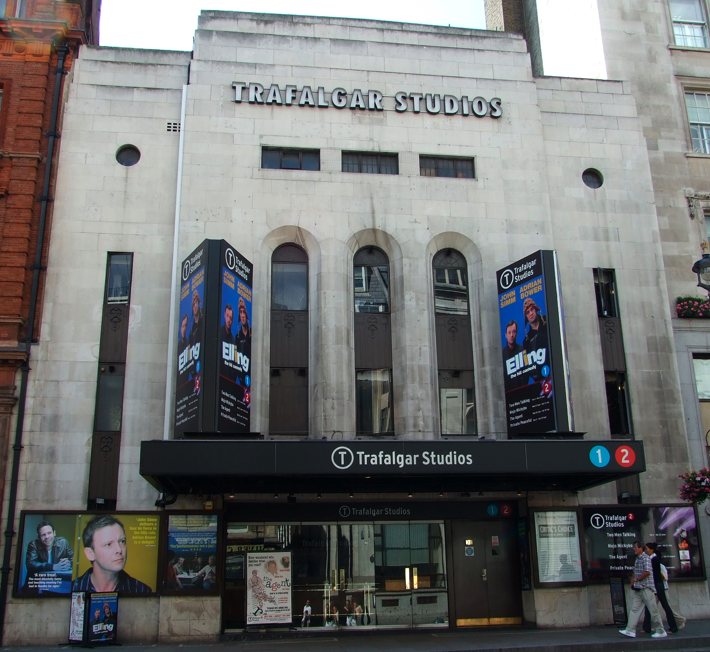
Gebäude der Trafalgar Studios in London

Trafalgar Studios ist ein West-End-Theater in Whitehall in der City of Westminster in London. Das Theater wird auch Whitehall Theatre genannt, zur Ehre seiner früheren Bezeichnung. Das Theater besteht aus zwei Kammerspielen, die von den Architekten Tim Foster und John Muir entworfen wurden.
Studio 1, das größere der beiden Räume, hat 380 Plätze. Es wurde am 3. Juni 2004 durch die Royal Shakespeare Company mit Shakespeares Othello eröffnet. Studio 2, mit 100 Sitzplätzen, eröffnete am 3. Februar 2005 mit Losing Louis von Simon Mendes da Costa.

## Geschichte
Das ursprüngliche Whitehall Theatre wurde im Art-Déco-Stil von Edward A. Stone entworfen und eröffnete am 29. September 1930 mit dem Stück The Way to Treat a Woman des Theaterpächters Walter Hackett. Im November 1933 trat Henry Daniell als Portman in Afterwards auf. Hackett führte verschiedene eigene Stücke auf, ehe er das Theater 1934 verließ. Das Theater baute sich bis zum Ende der 1930er-Jahre einen Ruf als Stätte für moderne Komödien auf.
Während des Zweiten Weltkrieges spielte man Revues, die mit der Zeit alltägliche Unterhaltung im West End wurden. 1942 spielte mit Phyllis Dixey in dem Stück The Whitehall Follies der erste Stripper im Theaterbezirk. Er wurde begeistert empfangen und hatte sofort Erfolg. Dixey pachtete das Theater und führte es für die nächsten fünf Jahre. Danach wurde eine ganze Serie von Farcen, die unter dem gemeinsamen Titel The Whitehall Farces präsentiert wurden, gespielt. Alle wurden von Lord Brian Rix produziert und waren für über 22 Jahre im Whitehall Theatre ansässig. Viele Farcen wurden zudem im Fernsehen aufgeführt.
1969 wurde eine Aktrevue mit dem Namen Pyjama Tops aufgenommen und fünf Jahre aufgeführt. Danach wurde das Gebäude mit Fensterläden versehen und einer beachtlichen Modernisierung unterzogen, die die meisten der Art-déco-Elemente beibehielt. Das Theater wurde am 5. März 1986, mit einem erfolgreichen Revival von J. B. Priestleys When We Are Married, wiedereröffnet.
Nachproduktionen beinhalteten Stücke wie When I Was a Girl I Used to Scream and Shout, The Importance of Being Earnest, The Foreigner, Run For Your Wife, Absurd Person Singular, Travels with My Aunt, Tribute für Patsy Cline, Roy Orbison, den Blues Brothers und Soloauftritte von Ennio Marchetto und Maria Friedman.
Zwischen 1997 und 1999 wurde das Theater zu einem Fernseh- und Radiostudio umgebaut, um von dort hauptsächlich die populäre Talk Show von Jack Docherty und die Radiosendung Live from London des BBC Radio 4 zu senden. Danach wechselte es zurück zur Theaternutzung mit Produktionen wie The Three Sisters, Puppetry of the Penis, Art, Rat Pack Confidential, und Sing-a-Long-a-ABBA. Die Ambassador Theatre Group kündigte danach an, das Theater zu verändern und umzubenennen. Der neue Name wurde Trafalgar Studios.
Produktionen der Trafalgar Studios waren Sweeney Todd, Alan Bennetts The Old Country, eine Adaptation auf Jane Eyre und Bent.
Das Theater wurde im Dezember 1996 von English Heritage als Grade-II-Bauwerk eingestuft.